# Důl Engerth
Důl Engerth byl černouhelný důl severovýchodně od městské části Ostrovec nedaleko železniční trati Kladno–Kralupy v katastrálním území Kladno v kladensko-rakovnické uhelné pánvi.

## Historie
Jáma dolu se začala hloubit v roce 1868 a dosáhla hloubky 425,65 metrů, vlastní těžba byla zahájena v roce 1873. V hloubce 386 metrů byla nalezena uhelná sloj o mocnosti 9,48 metrů. Společnost státní dráhy, která jej vybudovala, důl označila číslem V. Postupně důl přešel do vlastnictví společnosti Kamenouhelné doly Kladno a Pražské železářské společnosti. Dřevěná těžní věž byla vysoká 12,3 metrů. Těžní klece byly dvouetážové. Těžba byla zajištěna parním těžním strojem, který byl v roce 1922 nahrazen elektrickým těžním strojem. Pro nový stroj mezi původní strojovnou a kotelnou byla postavena nová malá strojovna. Pro snižující se těžbu na nedalekém dole Bresson a nevyužití kapacity tamní úpravny a třídírny byla roku 1902 vybudována povrchová lanová dráha pro dopravu uhlí z Bressonu na úpravnu Engerth. Soupravy vozíků dráhu 950 metrů překonávaly za 11 minut. Po roce 1936 docházelo k útlumu a postupnému zastavování těžby i na dole Engerth, těžba přetrvala však druhou světovou válku. Práce byly ukončeny v roce 1945 a v roce 1946 byla jáma zasypána, konečné zabezpečení celého objektu skončilo až v roce 1999.
Důl Engerth byl vydatnou šachtou (jen do roku 1889 bylo vytěženo 2 146 030 tun uhlí) a prodělal za dobu provozu mnoho změn na svém strojovém vybavení.
Těžní budova (jediná zachovaná důlní budova v Kladně) musela být z bezpečnostních důvodů o dvě patra snížena. Na jejím průčelí je zachovaná dřevěná tabule se jménem dolu a nad ní zkřížená hornická kladívka. Budova měla půdorys písmene L a její dominantou byla zděná těžní věž. Na budovu navazovala strojovna parního těžního a vodotěžního stroje, který byl vyroben v roce 1870 firmou Quillfacq z Anzinu v Belgii. V roce 1922 byl nahrazen elektrickým těžním strojem AEG Union Berlín. Těžní budova byla v roce 1999 navržena na prohlášení kulturní památkou, což bylo zamítnuto.

### Důlní nehoda

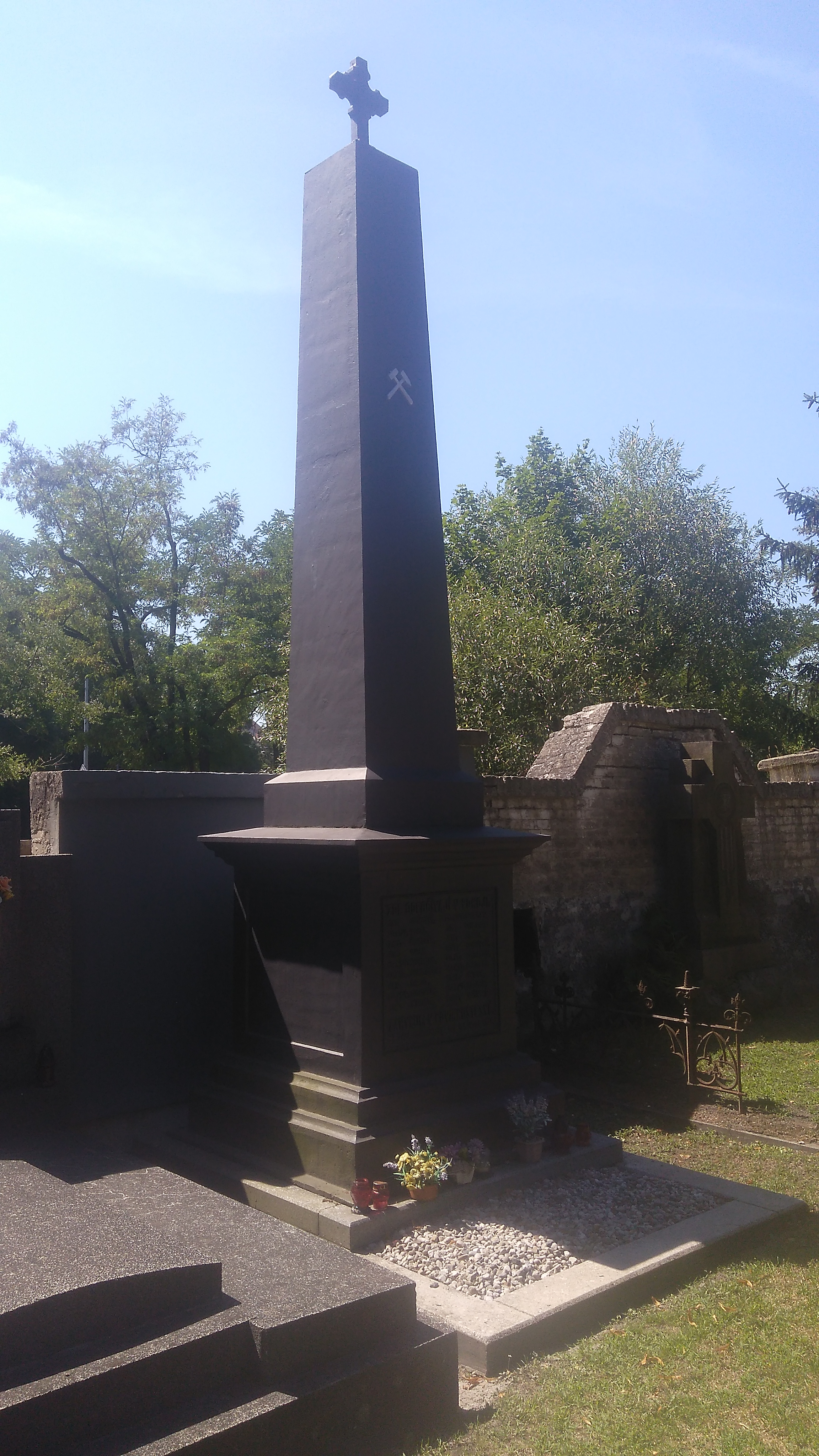
Pomník horníků na centrálním hřbitově

Dne 23. února 1876 došlo v dole k explozi dynamitu, zničena byla část šachetní budovy. Bylo to první velké důlní neštěstí v kladenských dolech, zahynulo při něm 18 horníků. Na památku obětem neštěstí vlastník dolu c. k. Společnost státních drah dala postavit památník na starém kladenském hřbitově (dnes zrušeném; byl na místě budovy divadla a parku kolem něho). Pomník byl přemístěn na hlavní kladenský hřbitov. Pomník ve tvaru jehlanu vysokého 450 cm stojící na podstavci, je na vrcholu osazen křížem a bronzovými zkříženými kladívky, symbolem hornictví. Do soklu je z čelní strany osazena pamětní deska se jmény všech zahynulých horníků s textem „Zahynuli v povinnosti své na důlu Engerthském dne 23. února 1876. Věčná paměť těmto mužům práce!“  Klubem přátel hornických tradic Kladno o.s. za přispění Statutárního města Kladna byl pomník po roce 2000 zrestaurován a u pomníku v roce 2009 byl uspořádán pietní akt. Pomník je jedním z monumentů kladenského hřbitova.
V roce 2007 byla na trati cyklostezky v místech bývalého dolu Engerth odhalena informační tabule na památku pracovníkům dolu s erbem Wilhelma z Engerthu.

## Původ názvu
Důl Engerth byl pojmenovaný po prvním generálním řediteli c. k. Společnost státní dráhy Wilhelmu, svobodném pánu z Engerthu (1814–1884). Název zůstal zachován jako pomístní název části města.

## Po ukončení těžby
Mezi ulicemi V. Kratochvíla a Na Vyhaslém dnes po zrušeném dole zůstaly pouze dvě patrové budovy. Bývalé těžní budovy byly přestavěny na prádelnu a čistírnu, dnes jsou majetkem společnosti Autojeřáby Jurkovič, s. r. o., budovy jsou využívány jako kanceláře a autoservis. Komín bývalé těžní věže je zdaleka viditelnou dominantou pozůstatku dolu.